# Martti Jarkko
Martti Jarkko (* 26. November 1953 in Tampere) ist ein ehemaliger finnischer Eishockeyspieler, der im Verlauf seiner Karriere unter anderem für Tappara und TPS in der SM-sarja bzw. SM-liiga sowie für den ECD Iserlohn in der Bundesliga aktiv war. Der Stürmer wurde dreimal Finnischer Meister und war zweimal Topscorer der höchsten finnischen Spielklasse. Für seine Verdienste wurde er in die Finnische Eishockey-Ruhmeshalle aufgenommen.

## Karriere
Martti Jarkko spielte schon für die Nachwuchsmannschaften von Tappara in seiner Heimatstadt Tampere, ehe er ab der Saison 1972/73 mehr und mehr auch im Profiteam in der SM-sarja, der damals höchsten finnischen Spielklasse, eingesetzt wurde. Mit 19 Vorlagen und 41 Scorerpunkten stellte er neue Rookie-Rekorde auf.
Mit seinen Leistungen geriet er auch ins Blickfeld der Scouts aus der National Hockey League (NHL). Beim NHL Amateur Draft 1974 wurde er an der 235. Position von den New York Islanders ausgewählt, spielte aber anschließend nie in der NHL. 
In der Saison 1974/75 wurde er mit Tappara erstmals Finnischer Meister. Seine beiden persönlich erfolgreichsten Spielzeiten folgten anschließend: In der Spielzeit 1975/76 war er erfolgreichster Scorer und Vorlagengeber der Liga. Zudem wurde er ins All-Star-Team gewählt. Diese Erfolge konnte er ein Jahr später wiederholen; zudem war er in der Saison 1976/77 auch noch bester Torschütze und damit entscheidend mitverantwortlich dafür, dass Tappara erneut die Meisterschaft gewann.
Nach einem weiteren Meistertitel mit Tappara in der Saison 1978/79 wechselte der Stürmer zu TPS nach Turku. Dort bildete er die Paradereihe mit Reijo Leppänen und Håkan Hjerpe. In der Spielzeit 1980/81 war er mit 72 Punkten der ligaweit zweiterfolgreichste Scorer – einen Punkt hinter seinem Teamkollegen Leppänen.
Zur Saison 1982/83 holte ihn Heinz Weifenbach zum ECD Iserlohn in die Bundesliga, bei dem er zunächst zwei Jahre verbrachte. In beiden Spielzeiten war er Topscorer seiner Mannschaft und entwickelte sich so schnell zum Liebling der Fans. Nach einem weiteren Jahr bei TPS kehrte er 1985 nach Iserlohn zurück, wo er fortan gemeinsam mit Jaroslav Pouzar eines der gefährlichsten Sturmduos der Liga bildete. Gemeinsam führten sie den ECD in der Saison 1985/86 bis ins Playoff-Halbfinale, dem bis dahin größten Erfolg der Vereinsgeschichte.  In der Spielzeit 1986/87 schwankten seine Leistungen und er wurde nach der Verpflichtung von Kurt Kleinendorst mehrfach auf die Tribüne verdrängt.
Beim unterklassig spielenden Kiekko-67 ließ er seine Karriere zwei Jahre lang ausklingen.
Jarkko gilt bis heute als einer der talentiertesten finnischen Eishockeyspieler aller Zeiten, vor allem wegen seiner Stocktechnik und Beweglichkeit. Damit konnte er auch Geschwindigkeitsdefizite oft mehr als kompensieren. Allerdings wurde ihm auch immer wieder vorgeworfen, durch mangelnde Defensivarbeit und seinen wenig professionellen Lebenswandel nicht sein gesamtes Potenzial ausgeschöpft zu haben. Beim ECD, wo er nach eigenem Bekunden die schönste Zeit seiner Karriere hatte, gilt er noch immer als einer der besten Spieler der Vereinsgeschichte.

### International
Trotz seiner Erfolge in der Liga nahm Jarkko mit der finnischen Nationalmannschaft – auch wegen seiner Disziplinlosigkeiten – nur an zwei Weltmeisterschaften teil. Bei der Weltmeisterschaft 1977 war er mit neun Punkten einer der erfolgreichsten finnischen Scorer. Ein Jahr zuvor hatte er das Turnier wegen Differenzen mit Nationaltrainer Seppo Liitsola wie einige andere Spieler aus Tampere noch boykottiert.

## Erfolge und Auszeichnungen
| - 1975 Finnischer Meister mit Tappara - 1976 Bester Scorer der SM-liiga - 1976 Bester Vorlagengeber der SM-liiga - 1976 SM-liiga All-Star-Team - 1977 Finnischer Meister mit Tappara - 1977 Bester Scorer der SM-liiga | - 1977 Bester Torschütze der SM-liiga - 1977 Bester Vorlagengeber der SM-liiga - 1977 SM-liiga All-Star-Team - 1979 Finnischer Meister mit Tappara - 1993 Aufnahme in die Finnische Eishockey-Ruhmeshalle |

## Karrierestatistik

### International
Vertrat Finnland bei:
- Weltmeisterschaft 1977
- Weltmeisterschaft 1978

(Legende zur Spielerstatistik: Sp oder GP = absolvierte Spiele; T oder G = erzielte Tore; V oder A = erzielte Assists; Pkt oder Pts = erzielte Scorerpunkte; SM oder PIM = erhaltene Strafminuten; +/− = Plus/Minus-Bilanz; PP = erzielte Überzahltore; SH = erzielte Unterzahltore; GW = erzielte Siegtore; 1 Play-downs/Relegation; Kursiv: Statistik nicht vollständig)